# Курская епархия
Ку́рская епа́рхия — епархия Русской православной церкви, объединяющая приходы и монастыри в средней части Курской области (в границах Беловского, Глушковского, Золотухинского, Кореневского, Курского, Курчатовского, Медвенского, Обоянского, Октябрьского, Поныровского, Рыльского и Суджанского районов). Входит в состав Курской митрополии.

## История
Возможно, до татаро-монгольского нашествия могла существовать Курская епископия, хотя это и не отражено в дошедших до нас исторических документах.
В 1667 году (по другим сведениям, в 1666 году) была создана Белгородская и Обоянская епархия.

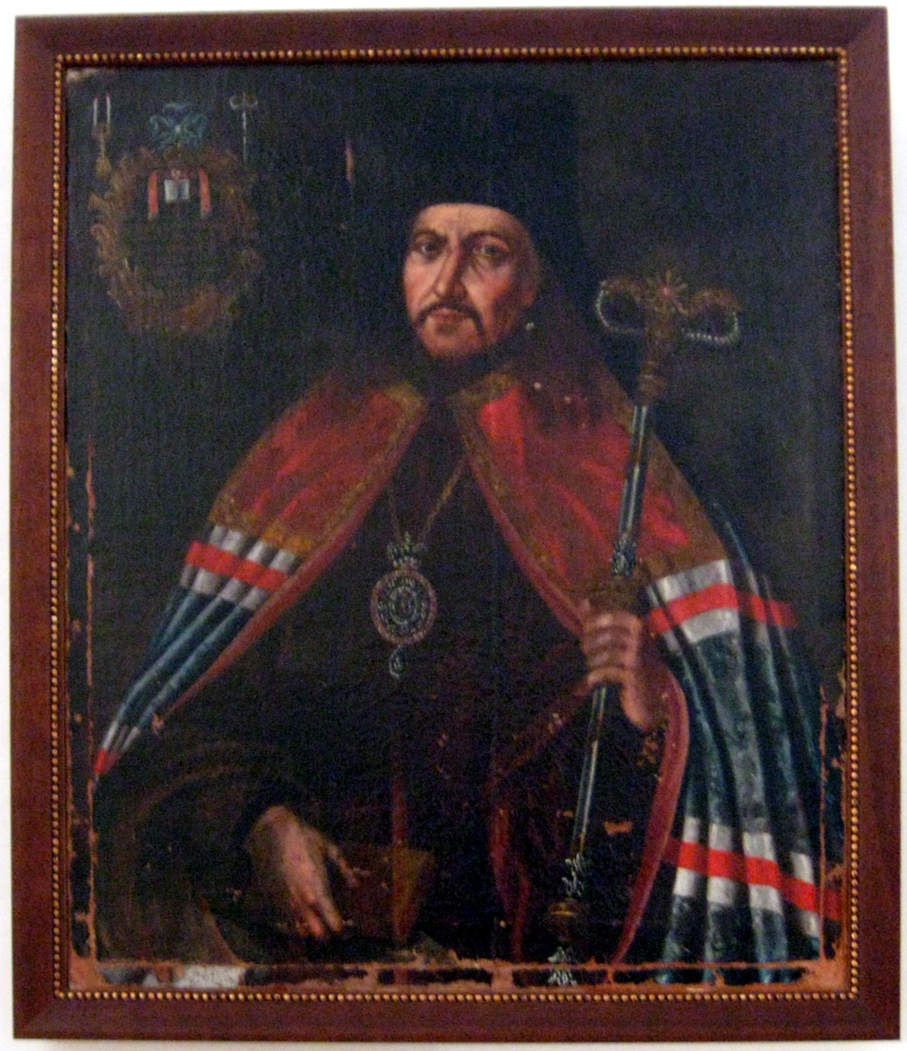
Феоктист (Мочульский) — первый архиерей

В 1682 году на Московском соборе решался вопрос об открытии Курской епархии, но такое учреждение тогда не состоялось.
В 1787 году Белгородско-Обоянская епархия была переименована в Белгородско-Курскую.
17 октября 1799 года Курск стал центром епархии, архипастыри стали именоваться Курскими и Белгородскими.
В 1833 году кафедра была перенесена в Курск, после чего Белгородская кафедра стала викариарной.
С 25 февраля 1905 года епархия называлась Курская и Обоянская.
В 1967 году Курская епархия получила своё нынешнее название Курская и Рыльская. В 1960-х — начале 1980-х годов количество храмов в епархии сократилось. Если в 1966 году в Курской области было 105 православных храмов, то в 1982 году их осталось только 85. Однако несмотря на официальную атеистическую пропаганду в советский период значительная доля курян оставалась православными. Например, в 1965 году были крещены 49,2 % родившихся, а в 1967 году уже 62,7 %.
26 июля 2012 года из Курской епархии были выделены Железногорская и Щигровская епархии со включением всех трёх епархий в новообразованную Курскую митрополию.

## Названия
- Курская и Белоградская (Белгородская) (16 октября 1799 — 1905)
- Курская и Обоянская (25 февраля 1905 — 1954)
- Курская и Белгородская (1954 — 22—23 февраля 1993)
- Курская и Рыльская (с 22—23 февраля 1993)
- Курская (с 26 июля 2012)[5].

## Архиереи
- Феоктист (Мочульский) (9 февраля 1787 — 15 сентября 1801; до 16 октября 1799 года — Белгородский и Курский)
- Евгений (Казанцев) (14 июля 1818 — 27 февраля 1822)
- Владимир (Ужинский) (12 апреля 1822 — 28 марта 1831)
- Иннокентий (Сельнокринов) (28 марта 1831 — 10 февраля 1832)
- Илиодор (Чистяков) (13 марта 1832 — 5 ноября 1860)
- Сергий (Ляпидевский) (1 января 1861 — 11 января 1880)
- Ефрем (Рязанов) (11 января 1880 — 19 марта 1883)
- Михаил (Лузин) (19 марта 1883 — 20 марта 1887)
- Иустин (Охотин) (28 марта 1887 — 3 сентября 1893)
- Ювеналий (Половцев) (3 сентября 1893 — 7 марта 1898)
- Лаврентий (Некрасов) (22 марта 1898 — 17 июня 1904)
- Питирим (Окнов) (17 июня 1904 — 4 октября 1911)
- Стефан (Архангельский) (4 октября 1911 — 18 июня 1914)
- Тихон (Василевский) (11 июля 1914 — 15 мая 1917)
- Феофан (Гаврилов) (1917—1920) эмигрировал
- Назарий (Кириллов) (1920—1923)
- Ювеналий (Масловский) (17 октября 1923 — январь 1925)
- Назарий (Кириллов) (25 апреля 1925 — февраль 1928)
- Алексий (Готовцев) (февраль — 25 апреля 1928) в/у, епископ Рыльский
- Дамиан (Воскресенский) (25 апреля 1928 — 22 ноября 1932)
- Памфил (Лясковский) (23 ноября 1932 — 11 августа 1933) в/у
- Онуфрий (Гагалюк) (11 августа 1933 — 1935) (до 22 ноября 1933 управляющий)
- Хрисогон (Ивановский) (август — сентябрь 1935) от назначения отказался
- Александр (Щукин) (30 сентября — декабрь 1935) в Курск не поехал
- Артемон (Евстратов) (15 декабря 1935 — май 1937)
- Феодосий (Кирика) (23 мая — 13 августа 1937)
- Ефрем (Ефремов) (1 сентября 1937 — 14 ноября 1941)
- Питирим (Свиридов) (14 июля 1943 — 13 января 1947)
- Алексий (Сергеев) (13 января 1947 — 3 июня 1948)
- Нестор (Сидорук) (3 июня 1948 — 1 октября 1951)
- Иннокентий (Зельницкий) (27 декабря 1951 — 8 декабря 1958)
- Роман (Танг) (9 декабря 1958 — 21 мая 1959)
- Леонид (Поляков) (11 июня 1959 — 9 апреля 1962)
- Серафим (Никитин) (8 июля 1962 — 25 июня 1971)
- Николай (Бычковский) (28 июля 1971 — 3 сентября 1974)
- Хризостом (Мартишкин) (3 сентября 1974 — 26 декабря 1984)
- Ювеналий (Тарасов) (26 декабря 1984 — 17 августа 2004)
- Герман (Моралин) (с 17 августа 2004)

## Викариатства
- Белгородское (ныне самостоятельная епархия)
- Дмитриевское (недейств.)
- Новооскольское (недейств.)
- Рыльское (недейств.)
- Старооскольское (недейств.)

## Благочиния
Епархия разделена на 13 церковных округов (по состоянию на октябрь 2022 года):
- 1-е благочиние города Курска
- 2-е благочиние города Курска
- Беловское благочиние
- Большесолдатское благочиние
- Золотухинское благочиние
- Кореневское благочиние
- Курское благочиние
- Курчатовское благочиние
- Медвенское благочиние
- Обоянское благочиние
- Поныровское благочиние
- Рыльское благочиние
- Суджанское благочиние

## Монастыри
Мужские
- Курская Коренная Рождество-Богородичная пустынь в местечке Свобода Золотухинского района
- Горнальский Свято-Николаевский Белогорский монастырь в селе Горналь Суджанского района
- Курский Знаменский Богородицкий монастырь в Курске
- Рыльский Николаевский монастырь в селе Пригородная Слободка Рыльского района

Женские
- Курский Свято-Троицкий монастырь в Курске
- Алексеевский Золотухинский монастырь в посёлке Золотухино
- Монастырь Казанской иконы Божией Матери в селе Большегнеушево Рыльского района